# 인스역
인스역(Bahnhof Ins)은 스위스 베른주에 있는 인스 지치체에 있는 기차역이다. BLS AG의 표준궤 베른-뇌샤텔선과 스위스 연방 철도의 표준궤 프리부르-인스선이 만나는 지점에 있다. 아레 제란트 모빌은 또한 1,000 mm 궤간 빌–토이펠린–인스선을 이용해 역에 서비스를 제공한다.

## 운행편
2021년 12월 시간표 변경에 따라 셍블레제 호수에서 다음 서비스가 정차한다.
- 인터레기오 : 라쇼드퐁과 베른 사이를 매시간 운행한다.
- 레기오 : 빌/비엔까지 30분 간격 운행.
- RER 프리부르 S20 / 베른 S-반 S5 : 뇌샤텔까지 30분 운행
- RER 프리부르 S20 / S21 : 프리부르 행 30분 운행 주중에는 프리부르에서 로몽까지 30분, 주말에는 1시간 간격으로 운행.
- 베른 S-반:
  - S5: 베른까지 매시간 운행.
  - S52: 베른으로 가는 저녁 서비스.